# Адамс, Чарльз (1770—1800)
Чарльз Адамс (англ. Charles Adams; 29 мая 1770, Брейнтри, Массачусетс-Бэй, Британская Америка — 30 ноября 1800, Нью-Йорк, США) — второй сын Джона Адамса, 2-го президента США и его жены Эбигейл Адамс, брат 6-го президента США Джона Куинси Адамса.

## Биография

### Детство и образование
Чарльз Адамс родился 29 мая 1770 года в семье будущего президента США Джона Адамса и его жены Эбигейл Адамс. В детстве многих унесла оспа, но благодаря тому что членам его семьи сделали прививку от этой болезни, они избежали смерти.
В возрасте девяти лет он отправился со своим отцом и старший братом Джоном Куинси в Европу, где учился в Пасси, Амстердаме и Лейдене. Он поступил в университет в Лейдене 29 января 1781 года. 
В декабре 1781 года 11-летний Чарльз вернулся в Америку без сопровождения членов семьи, поскольку он тосковал по дому. 
В июня 1789 года во время учёбы в Гарвардском колледже, куда он поступил возрасте 15 лет в 1785 году, Чарльз и его друзья попали в переделку из-а того, что сильно напились и бегали голышом по Гарвардскому двору. Считается, что именно Адамс ввёл традицию бегать голышом по двору Гарвардского колледжа.

### Юридическая карьера
После окончания Гарвардского колледжа в 1789 году он переехал в Нью-Йорк, где планировалось, что он будет работать в юридической конторе Александра Гамильтона. Гамильтон был назначен министром финансов, а Адамс перешёл юридическую карьеру Джона Лоуренса, чтобы продолжить учёбу. Адамс сдал экзамен на звание адвоката в 1792 году.

### Смерть
Скончался 30 ноября 1800 года по неизвестным причинам в возрасте 30 лет; по некоторым данным он умер от цирроза печени или плеврита.

### Личная жизнь
29 августа 1795 года Чарльз Адамс женился на Саре "Салли" Смит (1769—1828), сестре своего зятя Уильяма Стивенса Смита. В браке родилось две дочери — Сюзанна Бойлстон (1796—1884) и Эбигейл Луиза Смит (1798—1836). Его дочь Эбигейл вышла замуж за банкира и философа Александра Брайана Джонсона (1786—1867), а их сын Александр Смит Джонсон (1817—1878) стал судьей. 

## В популярной культуре
В 2008 году телеканал HBO представил мини-сериал под названием "Джон Адамс", основанный на книге Дэвида Маккалоу. Сериал изображает Джона Адамса, как небрежного отца Чарльзу, и предполагает, что неудачи старшего Адамса как отца негативно повлияли на развитие Чарльза. Историки указали на неточности в изображении их отношений.